# 2034
2034 (MMXXXIV) kommer att bli ett normalår som börjar en söndag i den gregorianska kalendern.

## Framtida händelser

### Februari
- 10-26 februari – De 27:e Olympiska vinterspelen förväntas äga rum.

### September
- 18 september – Månförmörkelse.

### Okänt datum
- VM i fotboll förväntas spelas.
- Asiatiska spelen förväntas hållas i Riyadh i Saudiarabien.
- Schweiz planerar att avveckla de sista av sina kärnkraftverk.[1]